# Smile/君の傘
「Smile／君の傘」（スマイル／きみのかさ）は、しおりの2枚目のシングル。

## 収録曲
作詞・作曲：siori、編曲：重実徹
1. Smile
2. 君の傘
3. Smile（オリジナルカラオケ）
4. 君の傘（オリジナルカラオケ）

## タイアップ
Smile
- 沖縄伊藤園「さんぴん花茶」CMソング
- JCB CMソング（24時間テレビ内限定）
- 中部日本放送「イッポウ」エンディングテーマ
- 静岡放送ラジオ「こころ 伝えます」キャンペーンソング
- 東京メトロポリタンテレビジョン「キュピア」エンディングテーマ

約束
- 琉球ジャスコ（当時、現・イオン琉球）「マイバッグキャンペーン」CMソング
- シュガートレイン配給映画「マサーおじいの傘」挿入歌